# Cerco de Paris (1429)
O Cerco de Paris foi uma campanha militar, travada durante a Guerra dos Cem Anos, lançada em setembro de 1429 e executada por tropas francesas do rei Carlos VII, com a assistência de Joana d'Arc. O objetivo era retomar a cidade de Paris, que estava em mãos de um exército anglo-borguinhão. Os franceses falharam em seus objetivos, com os defensores da cidade, liderados pelo governador Jean de Villiers de L'Isle-Adam e pelo prévôt Simon Morhier, esboçando feroz resistência. Durante a luta, Joana foi ferida por um dardo de uma besta e foi levada até seu acampamento em La Chapelle. Embora ela quisesse continuar com o ataque a Paris, o rei Carlos ordenou que suas tropas se retirassem.
A derrota em Paris foi um ponto negativo para Joana d'Arc, com muitos aristocratas franceses se voltando contra ela. O Reino da França tentou tomar a cidade novamente no ano seguinte, mas novamente fracassaram. Foi só em 1436 que Jean de Dunois adentrou nos muros de Paris depois da população local ter aberto os portões para ele.